# Generación de 1868

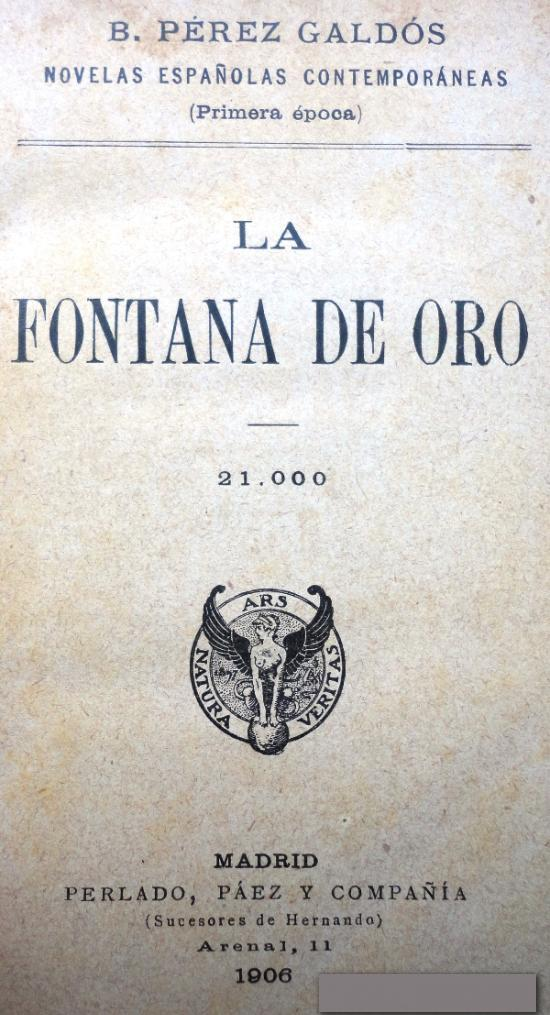
Portada de La Fontana de Oro, obra de Benito Pérez Galdós aparecida en 1870.

Generación de 1868 es la denominación historiográfica de una generación literaria española, principalmente de novelistas que empezaron a publicar a partir de la Revolución de 1868 (llamada "la Gloriosa"), cuando las condiciones políticas en España (el llamado "Sexenio Democrático" o "Revolucionario", 1868-1874) pudieron liberar la presión de la censura isabelina. La Gloriosa supuso tal cantidad de cambios en la sociedad española que la literatura no pudo dejar de hacerse eco de los mismos. El primer y más importante cambio es la huida de la reina Isabel II, que deja al país huérfano en la Corona. El segundo cambio de trascendencia, es la importancia de los movimientos políticos democráticos emergentes y la caída en desgracia de la nobleza y del clero, los carcas, que con el fin de la tercera guerra carlista pondrán sus intereses en el baúl de la historia. Una nueva sociedad aflora en 1868 y la literatura es testigo fiel.

## Componentes
La denominación fue acuñada en un artículo por Leopoldo Alas, "Clarín".[cita requerida] Entre los autores que suelen incluirse entre sus componentes estarían, por orden de nacimiento, Benito Pérez Galdós (1843-1920), Emilia Pardo Bazán (1851-1921), Armando Palacio Valdés (1853-1938) o Joaquín Dicenta (1862-1917); además del propio "Clarín" (1852-1901).[cita requerida] Los precursores de esta nueva estética, aun cuando no puedan ser incluidos en el grupo, son Juan Valera (1824-1905), Pedro Antonio de Alarcón (1833-1891) y José María de Pereda (1833-1906).

## Características
Como grupo, las características que les definen son su ideología democrática, liberal en un amplio sentido (todos podría decirse que son liberales; ninguno se declara antiliberal); la conciencia de clase burguesa, la estética del realismo literario, que ya ha triunfado en otros países vecinos como Francia o Reino Unido; el optimismo y la fe en el progreso. Como no podía ser de otra forma, entran en crisis conceptos como el romanticismo y el idealismo, que a final de siglo se verán alambicados y huecos. Son, por tanto, una generación antirromántica.

### Importancia de la ciencia
Uno de los temas que aúna esta generación será el prestigio de la ciencia, tema que perdurará en el tiempo hasta la Generación del 98. Galdós, en sus novelas de tesis, defiende una sociedad regida por la ciencia. Clarín admira y cree que la universidad está llamada 

### Denuncia de la superchería
Las creencias y los ritos mágicos y las supercherías en general son criticados, así como el poder omnímodo de la Iglesia católica. Tanto Clarín como Galdós encabezan estas críticas.
A nivel individual cada uno presenta un estilo propio, pero fundado en el párrafo amplio de compleja sintaxis. De todos los autores de este grupo, Alarcón es el único que presenta algunos rasgos heredados del Romanticismo, sobre todo el costumbrismo más romántico. Esta influencia se aprecia claramente en Cuentos amatorios (1881), Historias nacionales (1881) y Narraciones inverosímiles (1881).